# Desertoleria vinogradovi
Desertoleria vinogradovi är en tvåvingeart som beskrevs av Gorodkov 1962. Desertoleria vinogradovi ingår i släktet Desertoleria och familjen myllflugor. Inga underarter finns listade i Catalogue of Life.